# Шегарський район
Шега́рський район (рос. Шегарский район) — адміністративна одиниця Томської області Російської Федерації.
Адміністративний центр — село Мельниково.

## Населення
Населення району становить 18851 особа (2019; 20306 у 2010, 22551 у 2002).

## Адміністративно-територіальний поділ
На території району 6 сільських поселення:
| Поселення                         | Площа, км² | Населення, осіб (2002) | Населення, осіб (2010) | Населення, осіб (2019) | Центр        | Населені пункти |
| --------------------------------- | ---------- | ---------------------- | ---------------------- | ---------------------- | ------------ | --------------- |
| Анастасьєвське сільське поселення | 1269,74    | 3281                   | 3035                   | 2827                   | Анастасьєвка | 8               |
| Баткатське сільське поселення     | 1557,60    | 3312                   | 3003                   | 2703                   | Баткат       | 8               |
| Побєдинське сільське поселення    | 103,00     | 2158                   | 2112                   | 2153                   | Побєда       | 3               |
| Північне сільське поселення       | 1535,60    | 2181                   | 1796                   | 1594                   | Монастирка   | 9               |
| Трубачовське сільське поселення   | 361,30     | 1383                   | 1184                   | 1075                   | Трубачово    | 6               |
| Шегарське сільське поселення      | 202,30     | 10236                  | 9176                   | 8532                   | Мельниково   | 3               |

## Найбільші населені пункти
Населені пункти з чисельністю населення понад 1000 осіб:
| № | Населений пункт | Населення, осіб (2002) | Населення, осіб (2010) |
| - | --------------- | ---------------------- | ---------------------- |
| 1 | Мельниково      | 9 717                  | 8 377                  |
| 2 | Побєда          | 2 075                  | 2 068                  |
| 3 | Баткат          | 1 265                  | 1 201                  |
| 4 | Вороновка       | 1 231                  | 1 180                  |